# Maschinenfabrik Otto Baier
Die Maschinenfabrik Otto Baier GmbH fertigt seit 1938 in Deutschland Elektrowerkzeuge für Bohren, Fräsen, Meißeln und Trennen sowie Entstauben. 

## Geschichte
Das Unternehmen wurde 1938 in Stuttgart-Münster gegründet. Das Unternehmen erfand eine Vielzahl von Werkzeugen und Verfahren. Beispielsweise wurde 1950 das Patent für die Metallhandsäge erteilt. 1953 erfand Otto Baier die Handbohrmaschine mit Kraftantrieb zur wahlweisen Betaetigung als reine Bohrmaschine oder Schlagbohrmaschine, vier Jahre bevor Metabo mit der Metabo Typ 76108 die erste Schlagbohrmaschine in Großserie produzierte. Im selben Jahr siedelte die Unternehmung nach Ludwigsburg um. 1957 wurde die Mauernutfräse patentiert, 1972 die Fassadenfräse. Seit 1989 werden Diamantwerkzeuge produziert.
Tochtergesellschaften bestehen in San Giuliano Milanese (Otto Baier Italiana S.r.l.; seit 1971), in Saint-Ouen (Baier S.A.R.L.; seit 1973) und in Birkerød (Baier Scandinavia ApS; seit 1992).
Baier Elektrowerkzeuge ist Mitglied der European Power Tool Association.